# HD78209
HD78209 — хімічно пекулярна зоря спектрального класу A2, що має видиму зоряну величину в смузі V приблизно  4,5.
Вона  розташована на відстані близько 95,6 світлових років від Сонця.

## Фізичні характеристики
Зоря HD78209 обертається 
порівняно повільно 
навколо своєї осі. Проєкція її екваторіальної швидкості на промінь зору становить  Vsin(i)= 42км/сек.

## Магнітне поле
Спектр даної зорі вказує на наявність магнітного поля у її зоряній атмосфері.
Напруженість повздовжної компоненти поля оціненої з аналізу
наявних ліній металів
становить  113,2± 113,4 Гаус.